# 월산면
월산면(月山面)은 전라남도 담양군의 북서부에 위치한 면이다. 면적은 49.632km2이고, 2021년 기준 인구는 약 2천443명이다.

## 행정 구역
- 광암리(廣岩里) 
  - 사암
  - 월천
  - 광덕
- 신계리(新溪里) 
  - 박산
  - 용산
- 오성리(五星里) 
  - 군수동ㆍ내동
  - 원오성
- 용암리(龍岩里) 
  - 용금동
  - 홍암
- 용흥리(龍興里) 
  - 도동ㆍ월송정
  - 가곡
- 월계리(月溪里) 
  - 복정.옥산(옥메)
  - 농암
- 월산리(月山里) 
  - 월산
  - 장재
  - 동산
  - 도개
- 월평리(月平里) 
  - 월평
  - 신평
  - 왕산
- 중월리(中月里) 
  - 중방
  - 월곡
- 화방리(化方里) 
  - 마산
  - 봉명
  - 송정

## 교육
- 월산초등학교